# سانديس فالتيرس
سانديس فالتيرس (باللاتفية: Sandis Valters)‏ مواليد 31 أغسطس 1978 في ريغا، هو لاعب كرة سلة لاتفي معتزل. بدأ مسيرته الاحترافية في سنة 1994. يبلغ طوله 6 قدم 4 بوصة (1.9 م). اعتزل اللعب في 2014.

## المسيرة الاحترافية
لعب مع تي بي بي ترير في الدوري الألماني في موسم 2003–2004، ثم لعب مع نادي أزوفماش لكرة السلة في سنة 2005، ثم لعب مع إيه إس كي ريغا من سنة 2005 إلى 2009، ثم لعب مع في إي إف ريغا من سنة 2010 إلى 2012، ثم لعب مع نادي فينتسبيلس لكرة السلة من سنة 2012 إلى 2014.

## روابط خارجية
- سانديس فالتيرس على موقع الاتحاد الدولي لكرة السلة (الإنجليزية)
- سانديس فالتيرس على موقع الدوري الأوروبي لكرة السلة (الإنجليزية)
- سانديس فالتيرس على موقع كرة السلة الأوروبية.كوم (الإنجليزية)
- سانديس فالتيرس على موقع ريلجم (الإنجليزية)
- سانديس فالتيرس على موقع بروبوليرز (الإنجليزية)
- سانديس فالتيرس على موقع سبورتس رفرنس (الإنجليزية)